# Rådhuspladsen (Aarhus)
 For alternative betydninger, se Rådhuspladsen (flertydig). (Se også artikler, som begynder med Rådhuspladsen)
Rådhuspladsen i Aarhus ligger mellem Park Allé og Frederiks Allé. Den har et areal på ca. 3500 m².
Den blev anlagt i 1941 i forbindelse med opførelsen af byens nuværende rådhus fra 1941, der har hovedindgang fra pladsen. Før dette var området en del af Søndre Kirkegård og en forlænget del af Sønder Allé.
På pladsen overfor rådhuset ligger Handelsbankens Hus (tidligere Jydsk Handels- og Landbrugsbank), der blev opført i 1943-44 ved Harald Salling-Mortensen. På Rådhuspladsen står en kopi af skulpturen Grisebrønden fra 1941.